# خانه شریف‌العلماء
خانه شریف العلماء مربوط به دوره قاجار است و در تهران، خیابان امیر کبیر، خیابان دکتر دیالمه واقع شده و این اثر در تاریخ ۲ بهمن ۱۳۸۲ با شمارهٔ ثبت ۱۰۸۶۳ به‌عنوان یکی از آثار ملی ایران به ثبت رسیده است.